# Metrodorea mollis
Metrodorea mollis är en vinruteväxtart som beskrevs av Paul Hermann Wilhelm Taubert. Metrodorea mollis ingår i släktet Metrodorea och familjen vinruteväxter. Inga underarter finns listade i Catalogue of Life.